# 新紹姆波利
46°51′15″N 30°43′50″E / 46.85417°N 30.73056°E
新紹姆波利（烏克蘭語：Нові Шомполи）是位於烏克蘭西南部的村莊，由敖德萨州敖德萨区的克拉斯諾西爾卡市鎮負責管轄。該村始建於1936年，面積0.53平方公里，海拔高度81米，2001年人口527。